# گرلات
گرلات (به انگلیسی: Garlat) یک شهرک در پاکستان است که در ناحیه مانسهره واقع شده‌است.